# Violante Beatrice Siries
Violante Beatrice Siries (Florence, 1709 - 1783), est une femme peintre italienne active au XVIIIe siècle.

## Biographie
Violante Beatrice Siries naît le 26 janvier 1709 à Florence,. A l'âge de 16 ans, elle se rend à Paris en 1726 avec son père Louis Sirieys, où elle étudie auprès de Hyacinthe Rigaud et de François Boucher. De retour à Florence, elle épouse M. Cerrotti et poursuit ses études artistiques.
Peintre talentueuse dans plusieurs genres, c'est comme portraitiste qu'elle excelle.
Après la mort de son maître Giovanna Fratellini en 1731, elle réussit à obtenir le patronage de la famille Médicis à Florence et obtient des commandes à Rome et à Vienne.
Une de ses créations est un tableau familial (de quatorze personnes) de l'empereur Charles VI, le père de Marie-Thérèse (1735). Trois de ses autoportraits sont conservés dans la collection des autoportraits du Corridor de Vasari à la Galerie des Offices.
Dans sa maturité, Violante Beatrice Siries devient une professeure respectée et parmi ses élèves figure Maria Cosway et Anna Bacherini Piattoli.

## Œuvres

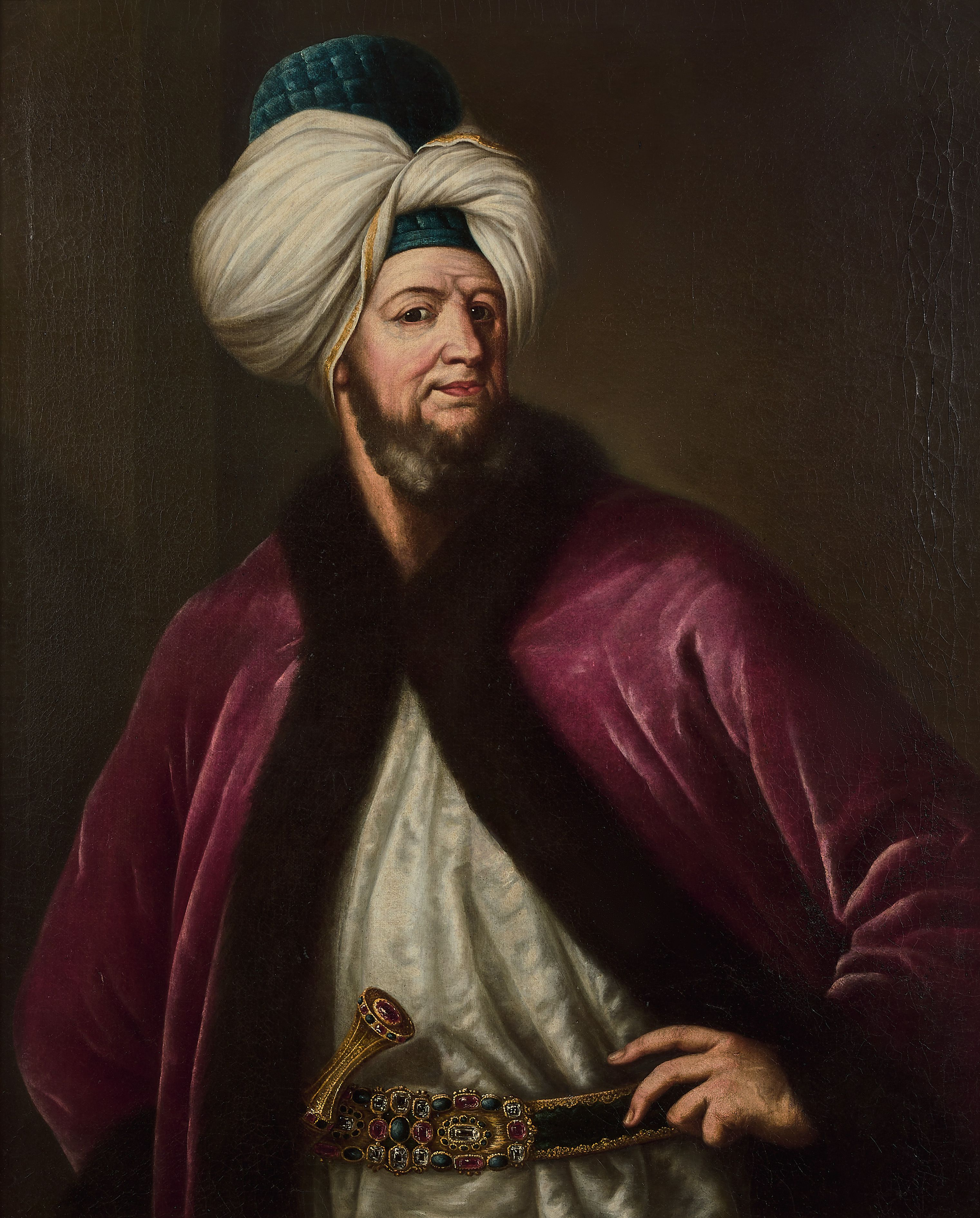
Portrait du comte Claude Alexandre de Bonneval en habit turc, 1750 (musée des Beaux-Arts de Limoges)
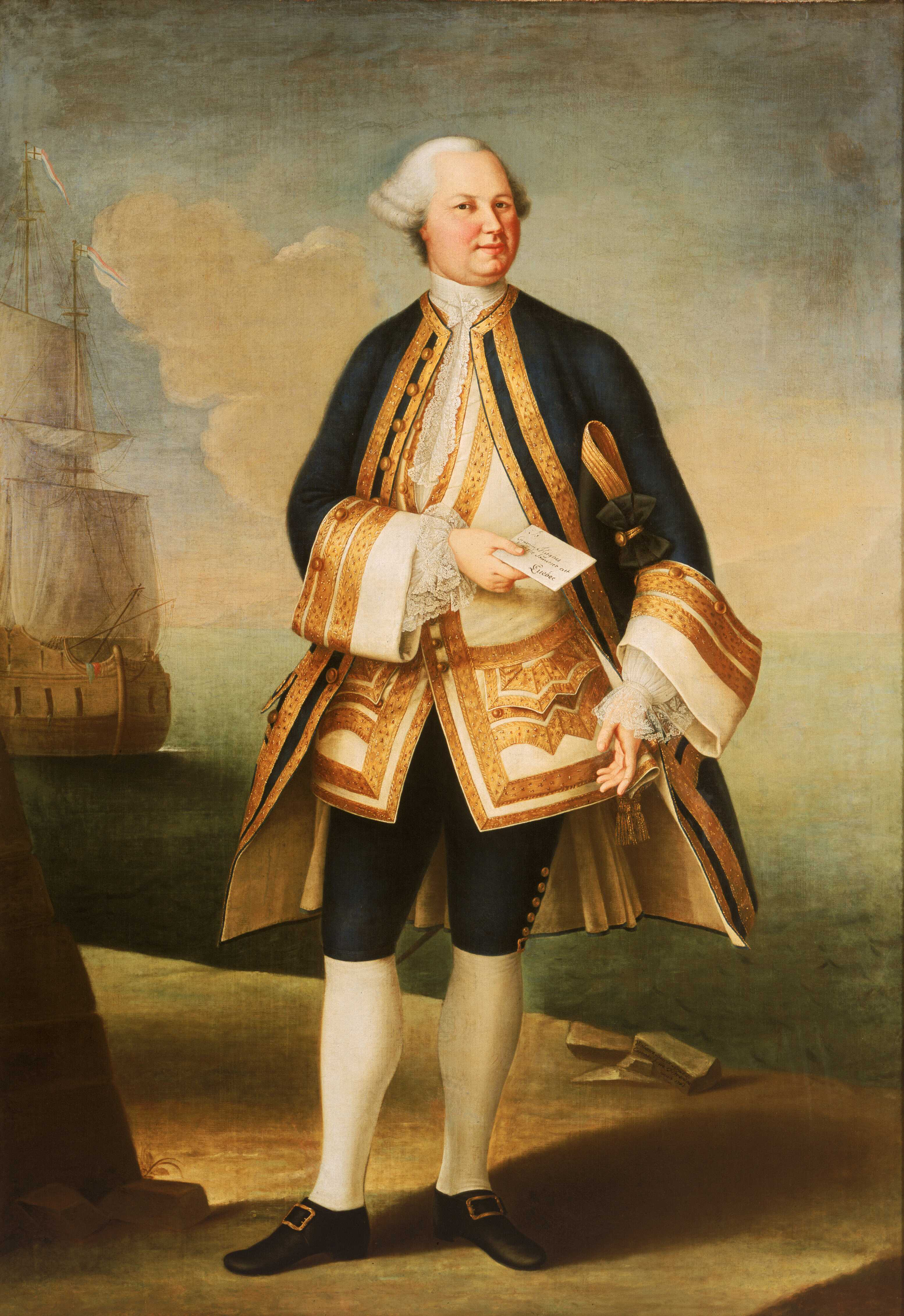
Portrait de Sir Edward Hughes, 1761 (Londres, National Maritime Museum)
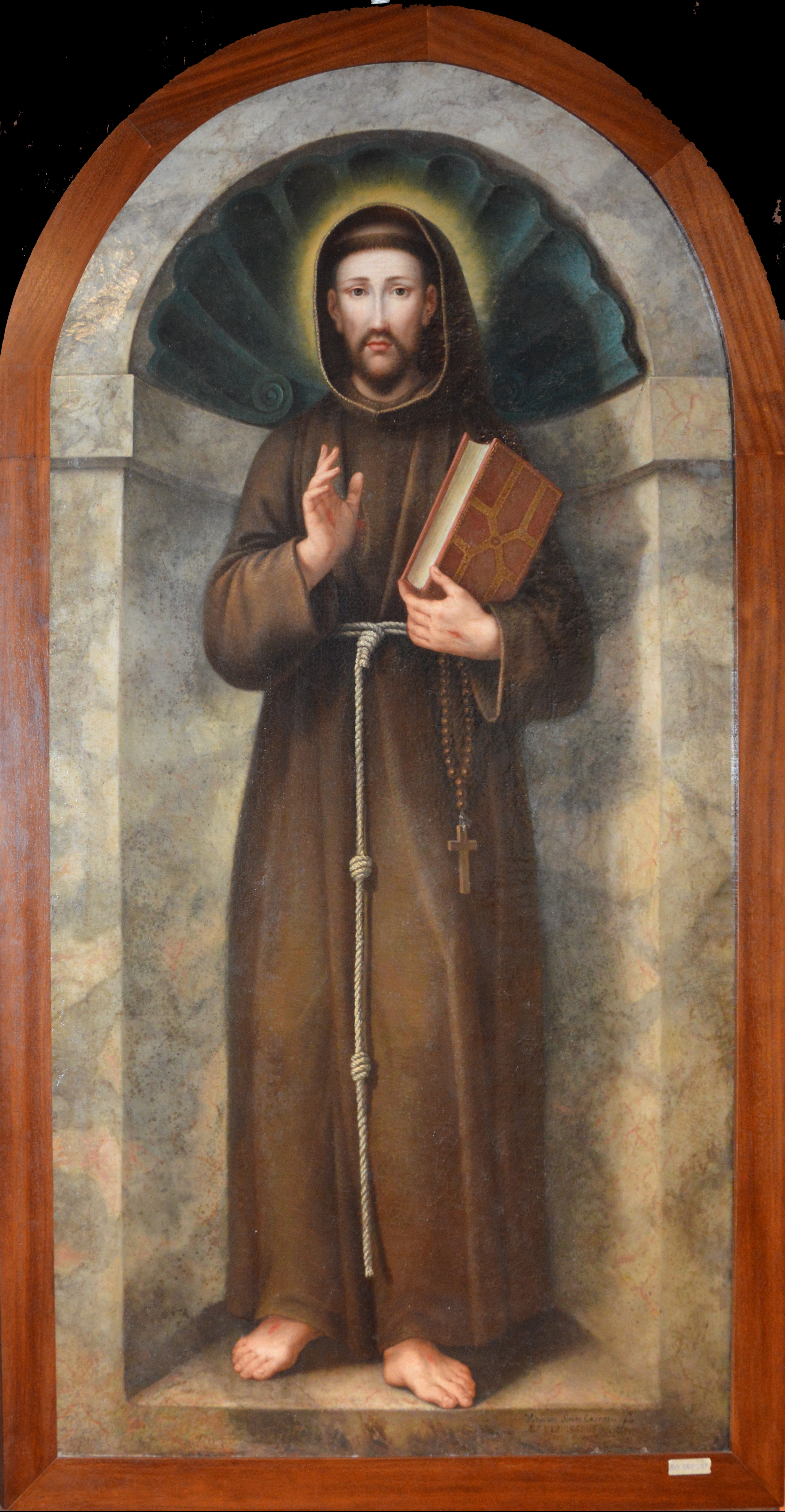
Saint François d'Assise, 1765